# 11135 Ryokami
11135 Ryokami este un asteroid din centura principală de asteroizi.

## Descriere
11135 Ryokami este un asteroid din centura principală de asteroizi. A fost descoperit pe 3 decembrie 1996 la Ōizumi de Takao Kobayashi. Asteroidul prezintă o orbită caracterizată de o semiaxă mare de 2,91 ua, o excentricitate de 0,11 și o înclinație de 1,7° în raport cu ecliptica.